# GNAT Modified General Public License

Il logo del Progetto GNU.

La GNAT Modified General Public License (usualmente abbreviata in GMGPL) è una versione modificata della GNU General Public License tramite una GPL linking exception, inerentemente il linking di librerie o l'istanziazione di tipi generici, scritti in Ada, in altri progetti.
La parte aggiunta alla licenza è la seguente:
Il compilatore Ada GNAT può effettuare automaticamente controlli di conformità per alcuni problemi di licenza GPL tramite la direttiva di compilazione:
pragma License (Modified_GPL);
Tale pragma è descritto nel GNAT Reference Manual.